# Afrocampsis griseosetosus
Afrocampsis griseosetosus är en stekelart som beskrevs av Van Achterberg och Donald L.J. Quicke 1990. Afrocampsis griseosetosus ingår i släktet Afrocampsis och familjen bracksteklar. Inga underarter finns listade i Catalogue of Life.